# Kuhle Wampe

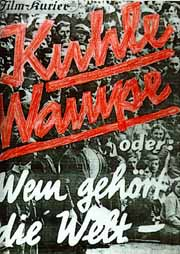

Kuhle Wampe (o título completo é Kuhle Wampe oder Wem gehört die Welt) é um filme alemão, lançado em 1932, sobre o desemprego e a  esquerda política na República de Weimar. O título refere-se a uma barraca no acampamento da paisagem rural próximo a Berlim.
Sua música foi composta por Hanns Eisler.